# 敘利亞宗教
敘利亞宗教（2010）

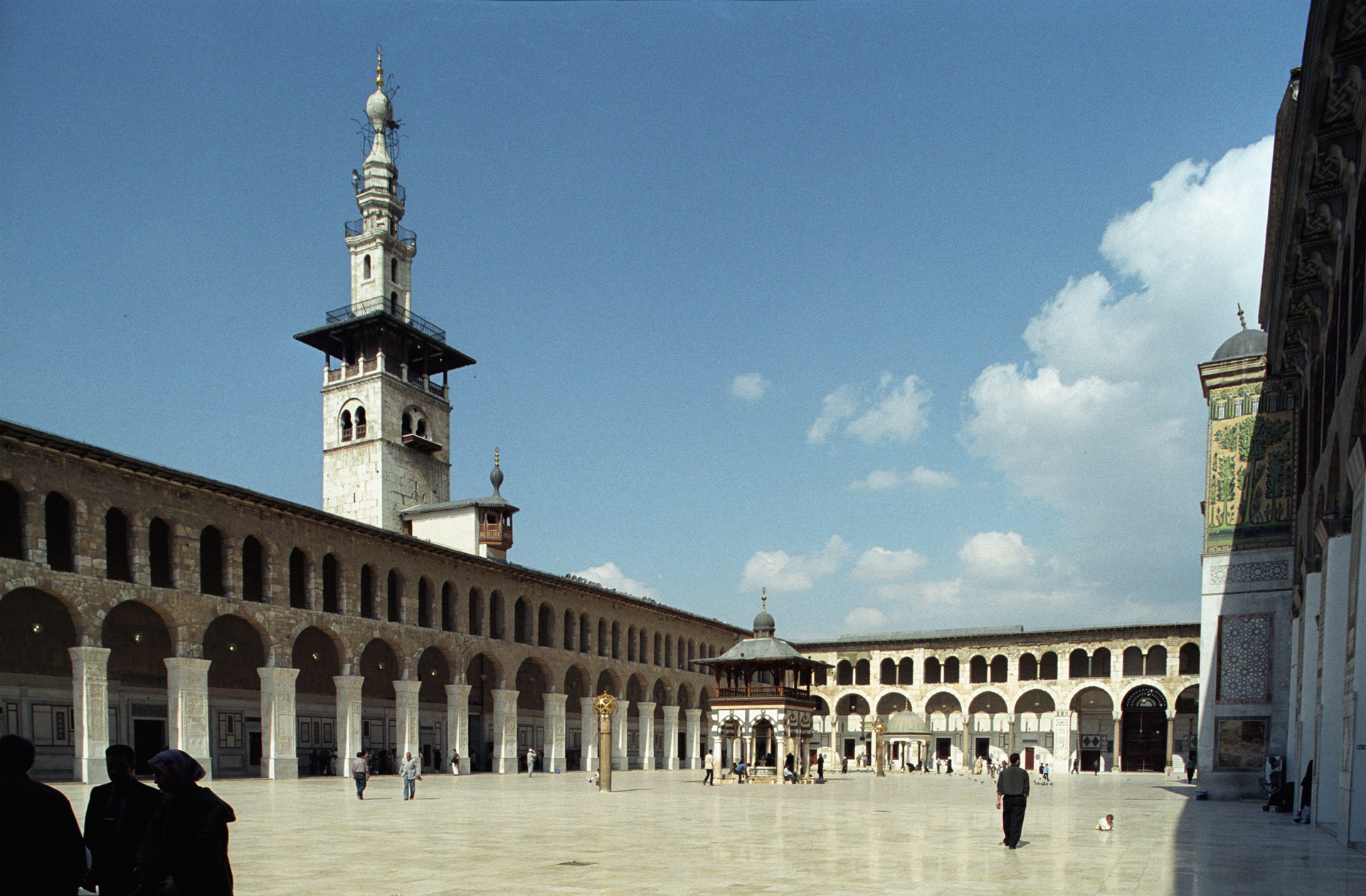
倭馬亞大清真寺

敘利亞的宗教是由信仰和教派組成的。但是，敘利亞宗教信徒通常是由出生決定的。根據研究，68.4％的敘利亞人是遜尼派穆斯林，11.3％是阿拉維派，11.2％是基督徒，3％是德魯茲派。
並非所有的遜尼派都是阿拉伯人，遜尼派阿拉伯人約佔人口的60-65％。大多數的庫德人是遜尼派穆斯林，土庫曼遜尼派穆斯林佔了1％。敘利亞宗教生活的一個顯著特點是宗教少數群體的地理分佈。大多數基督徒居住在大馬士革，阿勒頗，霍姆斯和其他大城市，以及敘利亞東北部哈塞克省，塔爾圖斯和拉塔基亞。近90％的阿拉維派信徒生活在敘利亞的沿海地區，主要是拉塔基亞省和塔爾圖斯省 ；他們佔沿海地區農村人口的80％以上。什葉派十二伊瑪目派主要集中在霍姆斯。

## 伊斯蘭教

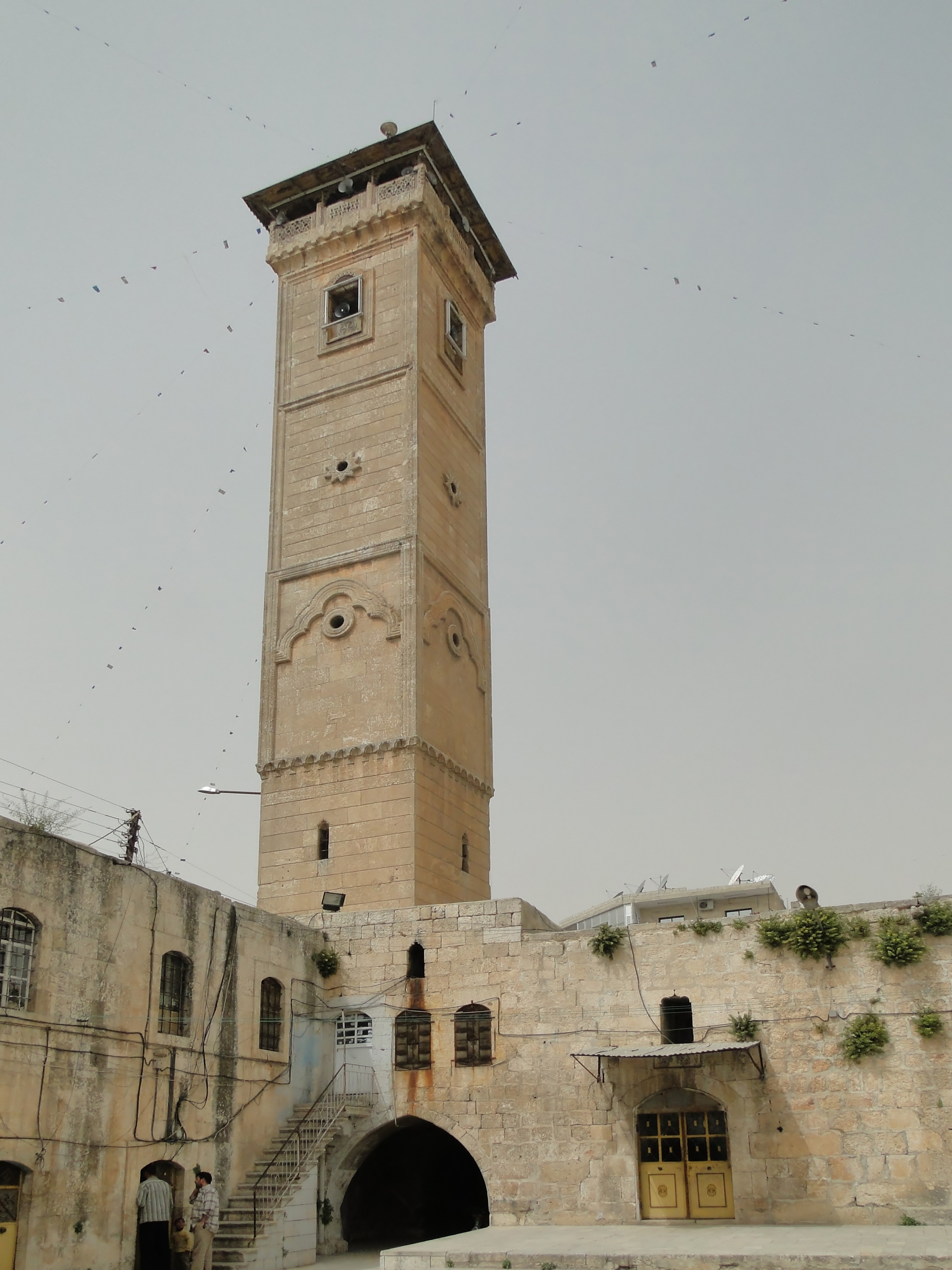
邁阿賴努阿曼大清真寺

1976年敘利亞宗教分佈

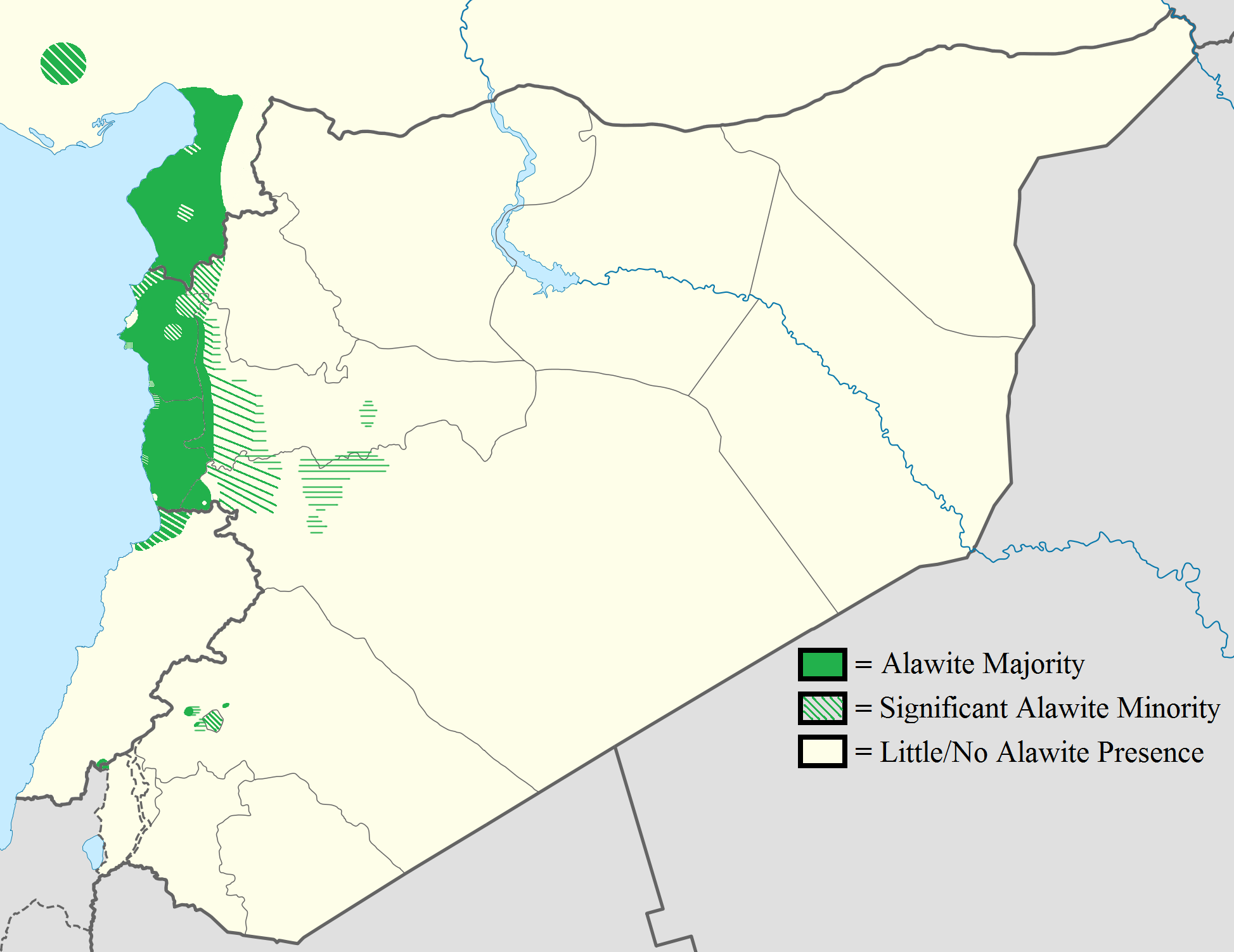
黎凡特阿列維派分佈

### 遜尼派
敘利亞最大的宗教教派是佔68.4％人口左右的遜尼派穆斯林，其中約60-65％是本地的敘利亞阿拉伯人，其餘為庫爾德人，土庫曼人，切爾克斯人和巴勒斯坦人。
遜尼派伊斯蘭教為敘利亞樹立了宗教色彩，並提供了該國的基本價值觀。根據“國際宗教自由報告”，敘利亞政府越來越將遜尼派視為威脅，遜尼派多數主要是受到迫害。

### 什葉派
敘利亞什葉派穆斯林中有阿拉維派、十二伊瑪目派、伊斯瑪儀派和阿列維派。

## 德魯茲人
德魯茲教徒佔敘利亞人口的3％，信徒佔絕大多數是阿拉伯人。德魯茲派是一個源自於伊斯蘭教什葉派的獨立宗教，德魯茲的教義受到基督教和諾斯底主義等影響。

## 基督宗教
2006年以前，敘利亞的基督徒約佔總人口的12％。宗派包括東方基督教（亞美尼亞使徒教會、敘利亞東方正統教會和東正教會），天主教會和新教。基督徒的人數在2011年之前，約有240萬人口（11％-12％）：110萬希臘正教會 、70萬敘利亞東方正統教會、70-100,000 亞美尼亞基督徒（亞美尼亞使徒教會和亞美尼亞禮天主教會），40萬拉丁禮天主教會以及新教。

## 猶太教

### 敘利亞猶太人
敘利亞猶太人主要集中在首都。敘利亞猶太人說阿拉伯語，與他們周圍的阿拉伯人幾乎沒有區別。在敘利亞和其他地方一樣，猶太人對宗教學科的程度也各不相同。政府把猶太人視為一個宗教社區，而不是一個民族社群。官方文件稱他們為musawiyin（摩西的追隨者）而不是yahudin（猶太人）。雖然猶太人社群看起來有某種特權，但整體上它受到相當大的限制，更多是因為政治因素而不是宗教因素。猶太人的經濟自由是有限的，受到敘利亞警方的不斷監視。據報導，他們的情況在1967年第三次中東戰爭之前雖然不是很好，但從那時以後越來越惡化。
猶太社區的猶太教堂受敘利亞政府的保護。

## 敘利亞官方調查
- 1943[3]

敘利亞宗教（1943）
| 遜尼派穆斯林           | 遜尼派穆斯林           | 1 971 053 |
| 十二伊玛目派（什葉派） | 十二伊玛目派（什葉派） | 12 742    |
| 阿拉維派穆斯林         | 阿拉維派穆斯林         | 325 311   |
| 伊斯瑪儀派（什葉派）   | 伊斯瑪儀派（什葉派）   | 28 527    |
| 德魯茲                 | 德魯茲                 | 87 184    |
| 亞茲迪                 | 亞茲迪                 | 2 788     |
| 猶太人                 | 猶太人                 | 29 770    |
| 亞述-迦勒底            | 敘利亞東方正統教會     | 40 135    |
| 亞述-迦勒底            | 敘利亞天主教會         | 16 247    |
| 亞述-迦勒底            | 迦勒底                 | 9 176     |
| 亞述-迦勒底            | "聶斯脫里派教會"       | 4 719     |
| 全部亞述-迦勒底        | 全部亞述-迦勒底        | 70 277    |
| 亞美尼亞               | Gregorians             | 101 747   |
| 亞美尼亞               | 天主教會               | 16 790    |
| 全部亞美尼亞           | 全部亞美尼亞           | 118 537   |
| 新教                   | 新教                   | 11 187    |
| 拉丁禮天主教           | 拉丁禮天主教           | 5 996     |
| 馬龍派天主教           | 馬龍派天主教           | 13 349    |
| 希臘正教會             | 希臘正教會             | 136 957   |
| 東儀天主教             | 東儀天主教             | 46 733    |
| 全部基督徒             | 全部基督徒             | 403 036   |
| 全部總人口             | 全部總人口             | 2 860 411 |

- 其他有宗教信息的敘利亞人口普查：1953年（每個基督教社區都有獨立的數據，如1943年的數據）[5]
- 1960[6]
  - 遜尼派穆斯林:      75%
  - 什葉派穆斯林:        14%
    - 阿拉維派:             11%
    - 十二伊瑪目派:              2%
    - 伊斯瑪儀派1%

  - 德魯茲:               3%
- 穆斯林總人口:        92% (4,053,349)
- 基督徒總人口:   7.8% (344,621)
- 猶太人:                0.2% (4,860)
- 總人口:             100% (4,403,172)

## 進一步閱讀
- Marcel Stüssi MODELS OF RELIGIOUS FREEDOM: Switzerland, the United States, and Syria by Analytical, Methodological, and Eclectic Representation,  375 ff. (Lit 2012).

## 外部連結
- Sectarianism in Syria (Survey Study)
- Islamic Education in Syria （页面存档备份，存于）